# Black Lagoon
Black Lagoon (ブラックラグーン) est un manga écrit et dessiné par Rei Hiroe. Il est prépublié depuis 2002 dans le magazine Monthly Sunday Gene-X de l'éditeur Shōgakukan, et treize tomes sont sortis en décembre 2023. Le tirage des neuf premiers volumes s'élèvent à 5 600 000 exemplaires en décembre 2012. D'abord éditée par Kabuto, la version française est publiée depuis janvier 2010 par Kazé puis Crunchyroll. L'auteur a repris l'écriture au printemps 2017.
Une adaptation en série télévisée d'animation de douze épisodes a été diffusée hebdomadairement du 8 avril au 24 juin 2006 sur Chiba TV. Une deuxième saison a ensuite été diffusée entre octobre et décembre 2006, et une troisième saison est sortie sous forme d'OAV entre juillet 2010 et juin 2011.

## Synopsis
Rokuro Okajima, jeune employé japonais d'une grande entreprise, est chargé de voyager sur les mers d'Asie du Sud-Est pour livrer un disque contenant des données secrètes et capitales sur la société pour laquelle il travaille. Malheureusement, son bateau se fait attaquer par une bande de pirates free-lance voulant récupérer son bien et lui-même sera pris en otage sur leur bateau, le Black Lagoon, un vieux torpilleur.
Pensant que sa compagnie va tout mettre en œuvre pour le secourir, il ne s'inquiète pas outre mesure. Ce qu'il ignore, c'est que ses supérieurs ont engagé des mercenaires pour le faire taire et détruire toutes les preuves de l'existence du disque… Au terme de ce premier épisode rocambolesque, il décide d'abandonner sa vie au Japon pour rejoindre l'aventure de ces pirates des temps modernes.

## Univers
La majorité de l'action se déroule dans la ville fictive thaïlandaise de Roanapur (Roanapura) et sur les mers du sud-est asiatique dans les années 1990. Roanapur est une ville dans laquelle les criminels (voire psychopathes) sont sur-représentés. La ville est un « melting-pot du crime ». Sa population et les personnages de l'histoire ont des origines diverses (Rokuro Okajima est japonais, Revy est sino-américaine, etc). La police y est corrompue (par exemple, Watsup). Plusieurs organisations criminelles sont présentes. La mafia russe domine la ville, mais laisse un peu de place à d'autres groupes tels que les Triades chinoises.
La deuxième moitié de la saison 2 se déroule au Japon. Bien que secondaire dans l'histoire, tout un contexte géopolitique fictif est mis en place au fur et à mesure des épisodes.

## Manga
Un chapitre pilote a été publié dans le magazine Monthly Sunday Gene-X d'avril 2001, avant que la série débute mensuellement dans le numéro de mai 2002. Le premier volume relié est publié par Shōgakukan le 12 décembre 2002. La série a connu une période de pause entre avril 2010 et janvier 2013.
La version française a dans un premier temps été publiée par Kabuto, mais à la suite de la faillite de l'éditeur, seuls cinq volumes sont sortis. La licence a ensuite été reprise par Kazé,. Le manga est également édité en Amérique du Nord par VIZ Media.
Une réédition des 11 tomes de la série ainsi qu'un coffret collector (tomes 1 à 10) sont parus depuis l'été 2018.
La série reprend avec la sortie du tome 11 fin 2018 au Japon (juin 2019 en France), ainsi que l'annonce de la poursuite du Manga.
Un spin-off signé du mangaka Tatsuhiko Ida, scénariste du manga X Blade. Ce nouveau manga sera consacré au personnage secondaire de Sawyer, une « nettoyeuse » du monde criminel de Roanapur qui utilise toujours une tronçonneuse pour se débarrasser des corps.
Le premier chapitre de ce spin-off est prévu pour le 19 septembre 2019.

### Liste des volumes
Les dates de parutions françaises correspondent à l'édition de Kazé.
| no | Japonais         | Japonais          | Français          | Français          |
| no | Date de sortie   | ISBN              | Date de sortie    | ISBN              |
| --- | ---------------- | ----------------- | ----------------- | ----------------- |
| 1 | 12 décembre 2002 | 4-09-157201-4     | 28 janvier 2010   | 978-2-84965-730-0 |
| Liste des chapitres : - # 0 Black Lagoon - # 1 Chase for ring-ding ships - # 2 Rasta Blasta part.1 - # 3 Rasta Blasta part.2 - # 4 Rasta Blasta part.3 |                  |                   |                   |                   |
| 2 | 19 juillet 2003  | 4-09-157202-2     | 25 février 2010   | 978-2-84965-731-7 |
| Liste des chapitres : - # 5 Das Wiedererstehen Des Adlers part.1 - # 6 Das Wiedererstehen Des Adlers part.2 - # 7 Das Wiedererstehen Des Adlers part.3 - # 8 Das Wiedererstehen Des Adlers part.4 - # 9 Calm down, two men part.1 - # 10 Calm down, two men part.2 - # 11 Bloodsport Fairy tale part.1 - # 12 Bloodsport Fairy tale part.2 |                  |                   |                   |                   |
| 3 | 19 avril 2004    | 4-09-157203-0     | 25 mars 2010      | 978-2-84965-732-4 |
| Liste des chapitres : - # 13 Bloodsport Fairy tale part.3 - # 14 Bloodsport Fairy tale part.4 - # 15 Bloodsport Fairy tale part.5 - # 16 Goat, Jihad, Rock'N Roll part.1 - # 17 Goat, Jihad, Rock'N Roll part.2 - # 18 Goat, Jihad, Rock'N Roll part.3 - # 19 Goat, Jihad, Rock'N Roll part.4 - # 20 Goat, Jihad, Rock'N Roll part.5 |                  |                   |                   |                   |
| 4 | 19 juillet 2005  | 4-09-157204-9     | 29 avril 2010     | 978-2-84965-733-1 |
| Liste des chapitres : - # 21 Goat, Jihad, Rock'N Roll part.6 - # 22 Fujiyama Gangsta Paradise part.1 - # 23 Fujiyama Gangsta Paradise part.2 - # 24 Fujiyama Gangsta Paradise part.3 - # 25 Fujiyama Gangsta Paradise part.4 - # 26 Fujiyama Gangsta Paradise part.5 - # 27 Fujiyama Gangsta Paradise part.6 - # 28 Fujiyama Gangsta Paradise part.7 - # 29 Fujiyama Gangsta Paradise part.8                                                                                      |                  |                   |                   |                   |
| 5 | 17 mars 2006     | 4-09-157020-8     | 27 mai 2010       | 978-2-84965-734-8 |
| Liste des chapitres : - # 30 Fujiyama Gangsta Paradise part.9 - # 31 Fujiyama Gangsta Paradise part.10 - # 32 Fujiyama Gangsta Paradise part.11 - # 33 Fujiyama Gangsta Paradise part.12 - # 34 Fujiyama Gangsta Paradise part.13 - # 35 Fujiyama Gangsta Paradise part.14 - # 36 Fujiyama Gangsta Paradise part.15 - # 37 Fujiyama Gangsta Paradise part.16 |                  |                   |                   |                   |
| 6 | 11 novembre 2006 | 4-09-157075-5     | 28 janvier 2010   | 978-2-84965-735-5 |
| Liste des chapitres : - # 38 Greenback Jane part.1 - # 39 Greenback Jane part.2 - # 40 Greenback Jane part.3 - # 41 Greenback Jane part.4 - # 42 Greenback Jane part.5 - # 43 Greenback Jane part.6 - # 44 El Baile de la muerte part.1 - # 45 El Baile de la muerte part.2 - # 46 El Baile de la muerte part.3 |                  |                   |                   |                   |
| 7 | 10 octobre 2007  | 978-4-09-157113-7 | 29 avril 2010     | 978-2-84965-789-8 |
| Liste des chapitres : - # 47 El Baile de la muerte part.4 - # 48 El Baile de la muerte part.5 - # 49 El Baile de la muerte part.6 - # 50 El Baile de la muerte part.7 - # 51 El Baile de la muerte part.8 - # 52 El Baile de la muerte part.9 - # 53 El Baile de la muerte part.10 - # 54 El Baile de la muerte part.11 - # 55 El Baile de la muerte part.12 |                  |                   |                   |                   |
| 8 | 19 juillet 2008  | 978-4-09-157140-3 | 8 juillet 2010    | 978-2-84965-877-2 |
| Liste des chapitres : - # 56 El Baile de la muerte part.13 - # 57 El Baile de la muerte part.14 - # 58 El Baile de la muerte part.15 - # 59 El Baile de la muerte part.16 - # 60 El Baile de la muerte part.17 - # 61 El Baile de la muerte part.18 - # 62 El Baile de la muerte part.19 - # 63 El Baile de la muerte part.20 - # 64 El Baile de la muerte part.21 |                  |                   |                   |                   |
| 9 | 19 octobre 2009  | 978-4-09-157189-2 | 28 octobre 2010   | 978-2-84965-970-0 |
| Liste des chapitres : - # 65 El Baile de la muerte part.22 - # 66 El Baile de la muerte part.23 - # 67 El Baile de la muerte part.24 - # 68 El Baile de la muerte part.25 - # 69 El Baile de la muerte part.26 - # 70 El Baile de la muerte part.27 - # 71 El Baile de la muerte part.28 - # 72 El Baile de la muerte part.29 - # 73 El Baile de la muerte part.30 - # 74 El Baile de la muerte part.31 - # 75 El Baile de la muerte part.32 - # 76 El Baile de la muerte part.33 |                  |                   |                   |                   |
| 10 | 19 mai 2014      | 978-4-09-157375-9 | 24 septembre 2014 | 978-2-82031-778-0 |
| Liste des chapitres : - # 77 The Wired Red Wild Card |                  |                   |                   |                   |
| 11 | 19 novembre 2018 | 978-4-09943-031-3 | 29 juin 2019      | 978-2-82033-607-1 |
| Liste des chapitres : - # 77 The Wired Red Wild Card |                  |                   |                   |                   |
| 12 | 19 août 2021     | 978-4-09-157646-0 | 23 mars 2022      | 978-2-82-034352-9 |
| Liste des chapitres : - # 78 L'homme sombre part.1 - # 79 L'homme sombre part.2 - # 80 L'homme sombre part.3 - # 81 L'homme sombre part.4 - # 82 L'homme sombre part.5 - # 83 L'homme sombre part.6 - # 84 L'homme sombre part.7 - # 85 L'homme sombre part.8 |                  |                   |                   |                   |
| 13 | 19 décembre 2023 | 978-4-09-157790-0 | 14 août 2024      | 978-2-82-034725-1 |
| Liste des chapitres : - # 86 L'homme sombre part.9 - # 87 L'homme sombre part.10 - # 88 L'homme sombre part.11 - # 89 New Girl on the Hood part.1 - # 90 New Girl on the Hood part.2 - # 91 Where the Chips Fall |                  |                   |                   |                   |

## Anime
L'adaptation en série télévisée d'animation a été annoncée en juin 2005. Composée de douze épisodes, elle a été diffusée entre le 8 avril et le 24 juin 2006. Une deuxième saison, annoncée en juillet 2006 et également composée de douze épisodes, a été diffusée du 2 octobre au 18 décembre 2006. Ces deux saisons ont été compilées en six coffrets DVD chacune, puis en Blu-ray.
Une troisième saison a ensuite été annoncée en juillet 2008. Nommée Black Lagoon: Roberta's Blood Trail, elle est composée de 5 épisodes sortis entre juillet 2010 et juin 2011,.
En 2007, Déclic Images annonce l'acquisition de la licence en France. Un coffret collector, comprenant la VOST et la VF, est également sorti le 3 mai 2010. En 2012, la licence est reprise par Kazé qui ressort un coffret DVD des deux premières saisons, ainsi qu'un Blu-Ray de chacune des deux saisons, le 22 juin 2012. La troisième saison, composée de 5 épisodes, est sortie quant à elle le 4 juillet 2012, en DVD et Blu-Ray avec un nouveau doublage. La série a également été diffusée sur la chaine GONG.
La série, diffusée sur Netflix, est retirée du catalogue en 2023[réf. nécessaire].

### Fiche technique
- Titre original : Black Lagoon (ブラックラグーン?)
- Format : 24 épisodes de 24 minutes + 5 OAV de 35 minutes pour la saison 3
- Année : 2006 / 2006 / 2010-11
- Réalisation : Sunao Katabuchi
- Character design : Masanori Shino
- Mecha design : Masahiro Kimura
- Musiques : Edison
- Animation : Madhouse

### Doublage
| Personnages | Voix japonaises  | Voix françaises (saisons 1 et 2) | Voix françaises (OAV) |
| ----------- | ---------------- | -------------------------------- | --------------------- |
| Revy        | Megumi Toyoguchi | Dany Benedito                    | Bérangère Jean        |
| Rock        | Daisuke Namikawa | Damien Laquet                    | Jean-François Pages   |
| Dutch       | Tsutomu Isobe    | Pascal Gimenez                   | Antoine Tomé          |
| Benny       | Hiroaki Hirata   | Laurent Pasquier                 | Alexandre Coadour     |
| Balalaïka   | Mami Koyama      | Annie Vogel                      | Laura Zichy           |
| Roberta     | Michie Tomizawa  | Karl-Line Heller                 | Agnès Manoury         |
| Fabiola     | Satsuki Yukino   |                                  | Caroline Combes       |

Kazé a racheté la licence à Déclic Images et a commandé le doublage des cinq OAV à un autre studio que celui qui s'était chargé du doublage des deux premières saisons. Le casting vocal a donc été entièrement remanié. Au niveau de l'adaptation, on notera qu'un seul et même auteur, Anthony Panetto, a signé les 24 premiers épisodes et que cinq autres autrices se sont chargées de l'écriture des cinq OAV. Cette volonté de l'éditeur explique sans doute les quelques différences dans certains noms propres, par exemple.

### Musiques
Opening
- Red Fraction de MELL

Ending (Saison 1 et 2)
- Don't Look Behind d'EDISON

Ending OAV
- When Johnny Comes Marching Home de Patrick Gilmore

## Produits dérivés
Deux Lights Novels s'inscrivant dans la chronologie de la série et écrits par Gen Urobuchi  sont sortis au Japon. Le premier, Shaitane Badi, sorti le 18 juillet 2008, se déroule juste avant l'arc narratif Fujiyama Gangsta Paradise du volume quatreet le second, Ballad of the Sinful Wizard, 18 janvier 2011 a lieu juste avant les événements de The Wired Red Wild Car du volume 10. 

## Réception

### Anime
D'après le journaliste Tahar Sadaoui « La force de l'anime Black Lagoon réside dans son intrigue prenante, portée par des personnages aussi charismatiques que profonds, nous faisant ainsi découvrir un monde obscur au travers des yeux d'un employé de bureau banal qui remet en question son existence ».